# 伊犁花属
伊犁花属（学名：Ikonnikovia）是蓝雪科下的一个属，为矮小灌木植物。该属仅有伊犁花（Ikonnikovia kaufmanniana）一种，分布于新疆伊犁河流域。